# Nicolai Frederik Reichwein
Nicolai Frederik Reichwein (1692 på Næs, Tønsberg – 14. oktober 1761 i Itzehoe) var en dansk-norsk officer.
Han var søn af kaptajn Frederik Christian Reichwein til Næs (ca. 1660-1730) og Else Cathrine Bildt (efter 1663-før 1709). Reichwein var vist 1712 sergent ved Cicignons Infanteriregiment, 1716 fænrik, samme år sekondløjtnant, 1723 ved Grenaderkorpset, 1728 premierløjtnant, 1734 karakteriseret kaptajn ved Drabantgarden, samme år virkelig kaptajn ved Grenaderkorpset, 1738 karakteriseret major, 1744 premiermajor, samme år karakteriseret oberst, 1748 chef for 1. akershusiske nationale Infanteriregiment, 1754 for et gevorbent regiment og blev 1755 generalmajor. 1758 fik hans regiment navnet Nordenfjeldske gevorbne Regiment.
Reichwein blev gift 1. gang 29. juni 1735 i Vor Frue Kirke i København med Søster Christiansdatter Scavenius (7. juli 1699 - november 1738), datter af Christian Scavenius og Ingeborg Christine Hiort. 2. gang ægtede han 1746 Anne Marie Lillienskiold (14. september 1708 i Handeland, Fjelbergs Præstegæld, Norge - 11. oktober 1792 i København), datter af Peder Montagne Lillienskiold og Abel Cathrine Hiort.